# Мала Хуба
Мала Хуба (итал. Malacuba) је насељено место у Истарској жупанији, Република Хрватска. Административно је у саставу Града Бузета.

## Становништво
Према задњем попису становништва из 2001. године у насељу Мала Хуба живело је 55 становника који су живели у 14 породичних домаћинстава.
Кретање броја становника по пописима 1857—2001.
| година пописа  | 1857. | 1869. | 1880. | 1890. | 1900. | 1910. | 1921. | 1931. | 1948. | 1953. | 1961. | 1971. | 1981. | 1991. | 2001. |
| бр. становника | 0     | 0     | 49    | 63    | 69    | 76    | 0     | 0     | 82    | 59    | 55    | 47    | 55    | 55    | 55    |

Напомена:У 1857. и 1869. подаци су садржани у насељима Свети Иван и Штрпед, а 1921. и 1931. у насељу Бузет. Од 1880. до 1910. исказано као део насеља